# Salo Landau

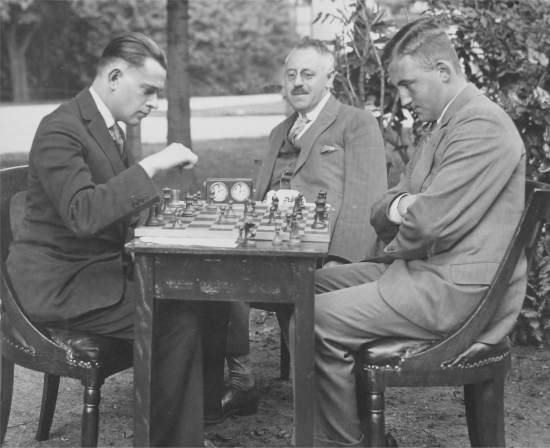
Landau (links) bei einer Partie gegen Johannes van den Bosch
(ca. 1930)

Samuel „Salo“ Landau (* 1. April 1903 in Bochnia, Galizien, Österreich-Ungarn; † März 1944 im Zwangsarbeitslager Gräditz (Grodziszcze), Powiat Świdnicki) war ein niederländischer Schachmeister galizischer Abstammung.

## Leben
Im Ersten Weltkrieg flüchtete Samuel Landau mit seiner Familie vor den Russenangriffen nach Wien, von dort kam der junge Landau zu Freunden nach Rotterdam. Hier erlernte Landau das Schachspiel und machte sich bald einen Namen als starker niederländischer Spieler: Bei der niederländischen Meisterschaft 1929 wurde er geteilter Zweiter, 1936 gewann er die Meisterschaft. Zu dieser Zeit galt er neben Max Euwe als bester Spieler im Lande. Landau vertrat die Farben der Niederlande auf den Schacholympiaden 1930 in Hamburg und 1937 in Stockholm. Er traf in Wettkämpfen auf die weltbesten Spieler seiner Zeit. 1927 unterlag er in Rotterdam Richard Réti mit 1-5, 1930 in Amsterdam Géza Maróczy mit 0-3 und Akiba Rubinstein mit 0,5-2,5. 1939 gelang ihm gegen László Szabó ein Unentschieden (5-5) in Amsterdam. Er publizierte in den Niederlanden eine Vielzahl an Schachbüchern.
Nach der Okkupation der Niederlande durch das nationalsozialistische Deutschland versuchte Landau im September 1942 mit Frau und Tochter in die Schweiz zu fliehen, wurde aber auf der Flucht gefangen genommen und in das Konzentrationslager Auschwitz gebracht. November 1943 wurde Landau aus Westerbork transportiert. Er wurde von den Nationalsozialisten in ein Zwangsarbeitslager für Juden in Gräditz in Schlesien deportiert und dort im März 1944 ermordet. Max Euwe, an den Landau während seiner Gefangenschaft eine Nachricht herausschmuggeln konnte, setzte sich für seinen Freund bei Weltmeister Alexander Aljechin ein. Ob der Weltmeister über genügend Einfluss verfügte, um Landau behilflich zu sein, ist unbekannt, doch wurde schon während des Krieges das Gerücht kolportiert, dass Aljechin, der z. B. antisemitische Artikel veröffentlichte, zu Hilfeleistung nicht bereit gewesen sei.
Landaus Ehefrau Susanna (6. Juni 1912 – 12. oder 14. Oktober 1944) und Tochter Henriette Renee (28. November 1938 – 12. oder 14. Oktober 1944) wurden im September 1944 von Westerbork transportiert und im Oktober in Auschwitz ermordet.
Seine beste historische Elo-Zahl von 2575 erreichte Landau im Januar 1939.

## Partiebeispiel
|   | a | b | c | d | e | f | g | h |   |
| 8 |   |   |   |   |   |   |   |   | 8 |
| 7 |   |   |   |   |   |   |   |   | 7 |
| 6 |   |   |   |   |   |   |   |   | 6 |
| 5 |   |   |   |   |   |   |   |   | 5 |
| 4 |   |   |   |   |   |   |   |   | 4 |
| 3 |   |   |   |   |   |   |   |   | 3 |
| 2 |   |   |   |   |   |   |   |   | 2 |
| 1 |   |   |   |   |   |   |   |   | 1 |
|   | a | b | c | d | e | f | g | h |   |

In der folgenden Partie besiegte Landau mit den weißen Steinen beim Turnier in Zandvoort 1936 Efim Bogoljubow.
Landau–Bogoljubow 1:0
Zandvoort, 30. Juli 1936
Abgelehntes Damengambit (Cambridge-Springs-Variante), D52
1. d4 d5 2. c4 e6 3. Sc3 c6 4. Sf3 Sf6 5. Lg5 Sbd7 6. e3 Da5 7. cxd5 Sxd5 8. Db3 Lb4 9. Tc1 e5 10. Lc4 S7b6 11. Lxd5 Sxd5 12. Sxe5 Le6 13. a3 Lxc3+ 14. bxc3 Sb6 15. Dd1 Dxa3 16. 0–0 f6 17. Dh5+ Kd8 18. Lh4 g5 19. Sg6 Tg8 20. Dxh7 gxh4 21. c4 Txg6 22. Dxg6 De7 23. d5 Lf7 24. Dh6 Kc7 25. d6+ Dxd6 26. c5 De5 27. cxb6+ axb6 28. Tfd1 b5 29. Dh7 Dh5 30. Dd3 Ta4 31. Dd8# 1:0